# Dalnic
Dalnic is een Roemeense gemeente in het district Covasna.
Dalnic telt 952 inwoners.